# ビー (ビーディ・アイのアルバム)
『ビー』（BE ）は、イギリスのロックバンド、ビーディ・アイのセカンドアルバム。日本では2013年6月5日、本国イギリスでは6月10日に発売された。
前作のアルバムでベースを担当していたジェーフ・ウートンが脱退し、カサビアンでギターを担当していたジェイ・メラーが加入した。

## 概要
- 今作のプロデューサーをTV オン・ザ・レディオやジェーンズ・アディクションなどを担当したデヴィッド・シーテックが務めている。
- ジャケットの官能的な写真は60年代のロンドンを代表する雑誌『ノヴァ』のアート・ディレクターとして活躍し、その後写真家としても活動するようになったハリー・ペチノッティの作品で、ジャケットに写っている女性はペチノッティの妻とも言われている。ペチノッティはイタリアのタイヤ・メーカー、ピレリの1968年と69年用のカレンダーで撮影したエロティックな作品でもよく知られている。[1]
- レコーディングでは、カセット・テープやiPhoneアプリ、サンプラーなどを使った試みも行われた。[1]
- 栗原類は発売記念イベントで、「『ビー』はリアム史上最高傑作だと思います」と発言している。[2]
- 本作発売後の2014年10月、リアムとアンディがTwitterにて解散宣言を出したため。バンド最後のオリジナルアルバムとなった。

## 収録曲
1. フリック・オブ・ザ・フィンガー　Flick Of The Finger　(Gallagher-Archer-Bell)
アルバムと同時に発表された曲。2004年にリアムとゲムが作った「Velvet Building」をアンディが構築し直した作品。途中からはKayvan Novakのサンプリングが流れる。[3]
2. ソウル・ラヴ　Soul Love　(Gallagher)
3. フェイス・ザ・クラウド　Face the Crowd　 (Bell)
4. セカンド・バイト・オブ・ジ・アップル　Second Bite of the Apple　(Archer)
アルバムからの1stシングル。（フリック・オブ・ザ・フィンガーはデジタルダウンロードでの発売のため）
5. スーン・カム・トゥモロー　Soon Come Tomorrow　(Bell)
6. イズ・ライト　Iz Rite　(Archer)
7. アイム・ジャスト・セイング　I'm Just Saying (Bell)
8. ドント・ブラザー・ミー　Don't Brother Me　(Gallagher)
リアムの兄であるノエル・ギャラガーに対する曲である。リアム曰く、「俺には2人兄貴がいる。どちらも鬱陶しいときがある。一般的に兄弟ってそんなもんだろ。俺のこと誤解する奴もいるが、ほっといてくれって感じだよ。」[4]
9. シャイン・ア・ライト　Shine A Light (Gallagher)
アルバムからの2ndシングル。
10. ボールルーム・フィギュアド　Ballroom Figured　(Archer)
11. スタート・アニュー　Start Anew (Gallagher)
12. ドリーミング・オブ・サム・スペース　Dreaming of Some Space　（Bell)
13. ワールド・イズ・ノット・セット・イン・ストーン　The World's Not Set in Stone　(Gallagher)
シャイン・ア・ライトとともに収録。
14. バック・アフター・ザ・ブレイク　Back After The Break  (Archer)
15. オフ・アットザ・ネクスト・イグジット　Off At The Next Exit (Archer)
上記4曲はインターナショナル盤ボーナストラック
16. ガールズ・イン・ユニフォーム　Girls in Uniform　(Bell)
17. イーヴル・アイ　Evil Eye　(Gallagher)
上記2曲は日本盤ボーナストラック

## その他
- ロビー・ウィリアムズはアルバムに関して、「このバンドには指揮官が欠けてるんだよ。"セカンド・バイト・オブ・ジ・アップル"を聴いて、どうして誰もなにも指摘しないのかわからないよ。アルバムを聴いていると、ずっと『頼むからコーラスを入れて。そうしたら最高なのに』っていう調子なんだ。」と発言した。その一方で「『BE』のプロデュースはものすごくいいものになってるよ。フリック・オブ・ザ・フィンガー"はほぼ名曲だ」とコメントしている[5][6]。